# Krakelandet
Krakelandet este o arie protejată (arie specială de conservare — SAC, sit de importanță comunitară — SCI) din Suedia întinsă pe o suprafață de 210,6 ha, integral pe uscat.

## Localizare
Centrul sitului Krakelandet este situat la coordonatele 61°46′07″N 13°17′19″E / 61.7686°N 13.2886°E.

## Înființare
Situl Krakelandet a fost declarat sit de importanță comunitară în decembrie 1995 pentru a proteja un număr necunoscut de specii din flora spontană și fauna sălbatică aflate în arealul zonei. Situl a fost protejat și ca arie specială de conservare în martie 2011.

## Biodiversitate
Situată în ecoregiunea boreală, aria protejată conține 5 habitate naturale: Taiga vestică, Mlaștini turboase de tranziție și turbării mișcătoare, Turbării Aapa, Mlaștini împădurite, Păduri caducifoliate de mlaștină fino-scandinave.
La baza desemnării sitului se află un număr nedeclarat de specii protejate.